# 6-Acétyl-2,3,4,5-tétrahydropyridine
La 6-acétyl-2,3,4,5-tétrahydropyridine est un composé chimique porteur d'un arôme et d'une flaveur donnant leur 
odeur caractéristique aux aliments cuits au four tels que le pain, les popcorns et les tortillas.
La 6-acétyl-2,3,4,5-tétrahydropyridine et son homologue structurel 2-acétyl-1-pyrroline, à l'odeur très proche, se forment au cours de réactions de Maillard lors de la cuisson des aliments.